# Mykoulyntsi
Mykoulyntsi (en ukrainien : Микулинці ; en russe : Микулинцы, Mikoulintsy ; en polonais : Mikulińce) est une commune urbaine de l'oblast de Ternopil, en Ukraine, dans le raïon de Terebovlia. Sa population s'élevait à 3 663 habitants en 2018.

## Géographie
Mykoulyntsi est arrosée par la rivière Seret et se trouve à 18 km au sud de Ternopil.

## Histoire

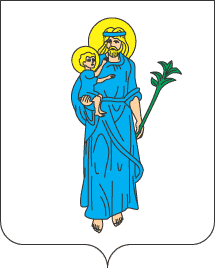
Armoiries de la période autrichienne : saint Joseph un lis à la main et l'Enfant Jésus.

La première mention Myloukyntsi se trouve dans l'Instruction de Volodymyr Monomakh, qui date de 1096. Dans la seconde moitié du XIe siècle, la localité fait partie de la principauté de Terebovlia, puis dans les années 1140 de la principauté de Halytch, et à partir de 1199 de la principauté de Galicie-Volhynie. En 1550, une forteresse de pierre est construite. Mykoulyntsi acquiert le droit d'organiser trois foires chaque année. Les habitants sont exemptés d'impôt pour 10 ans. En 1674, la ville est détruite lors d'une attaque des Tatars et des Turcs. Le 16 décembre 1758, le statut de la ville est confirmé ainsi que ses privilèges (droit de Magdebourg).
Pendant la Seconde Guerre mondiale, la ville est occupée par l'Allemagne nazie du 5 juillet 1941 au 23 mars 1944.
Les nouvelles armoiries et le gonfalon de Mykoulyntsi sont adoptés en 1996, pour le 900e anniversaire de la cité. L'épée symbolise le rôle défensif de la ville au cours de l'histoire. Les étoiles sont des signes de l'éternité et témoignent des siècles d'histoire de la ville. Le sable (noir) caractérise les terres fertiles qui l'entourent.

## Population
Recensements (*) ou estimations de la population :
| 1885  | 1886  | 1921* | 1959* | 1970* | 1979* |
| ----- | ----- | ----- | ----- | ----- | ----- |
| 3 642 | 4 073 | 3 277 | 3 778 | 2 626 | 3 094 |

| 1989* | 2001* | 2011  | 2012  | 2013  | 2018  |
| ----- | ----- | ----- | ----- | ----- | ----- |
| 3 698 | 3 653 | 3 728 | 3 738 | 3 741 | 3 663 |

## Transports
Mykoulyntsi est située à 27 km de Ternopil par le chemin de fer et à 21 km par la route européenne 85 ou M-19.